# ガンジー (漫画)
『ガンジー』とは『月刊少年チャンピオン』にて連載された浜岡賢次の作品。全10話。

## あらすじ
根っからのヒールプロレスラーの岡田岩次が試合中に昭和40年へタイムスリップする。プロレスファンで借金王の浜口寛吉（通称：ミスターX）と同じくプロレスファンで、寛吉の息子の浜口まさると出会い、とまどいながらも日本プロレスへと殴りこむ。

## 登場人物
岡田岩次
ヒールプロレスラー。両国国技館でのスタン・ハンスンとの試合中、ハンスンのラリアットにより昭和40年にタイムスリップしてしまう。最初は猪本と場馬との闘いを拒否し続けたが、浜口寛吉に触発されて闘争心が沸き、扇金太郎を始め日本プロレスのスター選手を次々と下していく。試合中には自分が未来から来たことをいい事に、当時まだ開発されていない技を連発する。それにより、それらの技が全て岩次発となっている。（ウエスタン･ラリアット、卍固め、延髄切りなど。技以外では「1、2、3、ダー!!」など）最終話の平成25年時点では伝説のレスラーとなっている。
浜口寛吉（通称、ミスターX）
借金王。蔵前国技館で相撲を観戦中、突如現れた岩次を見て一儲けをたくらむ。息子のまさると生活しており、まさるに100円を借りて返せないというほどの甲斐性なしである。
浜口まさる（通称、リトルデビル）
浜口寛吉の息子。父よりしっかりしている。父と同じくプロレスファンでもあり、阪神タイガースのファンでもある。通称：リトルデビルは、寛吉がスポーツ新聞記者との取材中に帰宅した為に、苦し紛れに命名されたものである。第一話の昭和40年時点で6～8歳程度と思われるが、最終話の平成25年時点（昭和40年から48年後）では、覆面レスラーで「ガンジ兄ちゃん」というセリフと見た目から20～30代にしか見えないと言う謎が残る。
アントニオ猪本（通称、寛ちゃん）
日本プロレスのエース的存在。モデルはアントニオ猪木。日本プロレスの絶対的エースであったジャイアント場馬に嫉妬しており、社長が意見などを先に場馬に質問したりすると、ひねくれてしまう。基本的に場馬のことを嫌っているようである。必殺技は延髄切り、コブラツイストなど。
ジャイアント場馬
日本プロレスの絶対的エース。モデルはジャイアント馬場。あまり岩次の事を相手にはしていなかったが、猪本がリングインする際に岩次が放ったラリアットを見て激怒した。落ち着いていて、物事を冷静に判断する事ができる。必殺技は16文キック、ババチョップ、ココナッツクラッシュなど。
扇金太郎
日本プロレス一の石頭の持ち主。モデルは大木金太郎。岩次の日本プロレス初試合の相手。岩で勢いよく額を殴られても平気なほどの石頭である。必殺技はヘッドバット。
スタンハンスン
岩次が昭和40年へタイムスリップするきっかけになった人。岩次をコーナーへ追いやった際、串刺しのラリアットを放ったのがタイムスリップのきっかけである。必殺技はウエスタン･ラリアット。

## 単行本
2005年(平成17年)、週刊少年チャンピオンの9月25日増刊号「元祖!浦安鉄筋家族プラス1」の別冊付録という形で単行本化された。同書の裏表紙には、浜岡の意向によりコミックス未収録となっていた本作を、編集部が意向を無視してなかば強引に収録（ならびに単行本化）した旨が記述されている。さらに、同書の表紙に「絶対コミックスにはしません」、裏表紙に「読むな!」とそれぞれ浜岡名義のコメントが記されていることから、浜岡が本作品を失敗作と見なしていることが窺える。